# Новая Бухаловка
Новая Бухаловка (бел. Но́вая Бу́халаўка) — деревня в Терешковичском сельсовете Гомельского района Гомельской области Республики Беларусь.

## География

### Расположение
В 12 км от железнодорожной станции Уть (на линии Гомель — Чернигов), 14 км на юг от Гомеля.

### Гидрография
На реке Уть (приток реки Сож).

## Транспортная сеть
Транспортные связи по просёлочной, затем автомобильной дороге Старые Яриловичи — Гомель. Планировка состоит из прямолинейной улицы, ориентированной с юго-запада на северо-восток. Застройка двусторонняя, деревянная, усадебного типа.

## История
По письменным источникам известна с XIX века. Согласно переписи 1897 года находилась в Дятловичской волости Гомельского уезда. В 1909 году 172 десятин земли. В 1926 году работал почтовый пункт, в Скитокском сельсовете Дятловичского района Гомельского округа. В 1930 году организован колхоз «Красный боец», работал ветряная мельница. Во время Великой Отечественной войны 14 жителей погибли на фронте. В 1959 году в составе совхоза «Новобелицкий» (центр — деревня Терешковичи).

## Население

### Численность
- 2004 год — 24 хозяйства, 31 житель.

### Динамика
- 1897 год — 8 дворов, 42 жителя (согласно переписи).
- 1909 год — 52 жителя.
- 1926 год — 43 двора, 213 жителей.
- 1959 год — 178 жителей (согласно переписи).
- 2004 год — 24 хозяйства, 31 житель.